# Astragalus khwaja-muhammadensis
Astragalus khwaja-muhammadensis là một loài thực vật có hoa trong họ Đậu. Loài này được Podlech miêu tả khoa học đầu tiên.